# Un globo, dos globos, tres globos
Un globo, dos globos, tres globos va ser un programa infantil i juvenil estrenat per Televisió Espanyola en 1974, va romandre en antena fins a l'any 1979.
Amb guions de Lolo Rico, el programa estava presentat per María Luisa Seco i Manolo Portillo, també intervenien el marionetista Alejandro Milà i la poetessa Gloria Fuertes, autora de la lletra de la sintonia del programa.
Es tractava d'un contenidor televisiu, que incloïa programes educatius, sèries, dibuixos animats, concursos, etc, que s'emetia de dilluns a divendres just a l'hora de la sortida del col·legi.
El programa amb una mica més d'una hora de durada constava de divertides activitats i reportatges per a nens i joves i estava dividit en tres parts:
- Un globus, per als més petits. Incloïa espais com Ábrete Sésamo.[1]
- Dos globus, per als mitjans.
- Tres globus, per als gairebé adolescents, amb programes com La Semana.